# Bund Deutscher Mädel
Pour les articles homonymes, voir BDM.

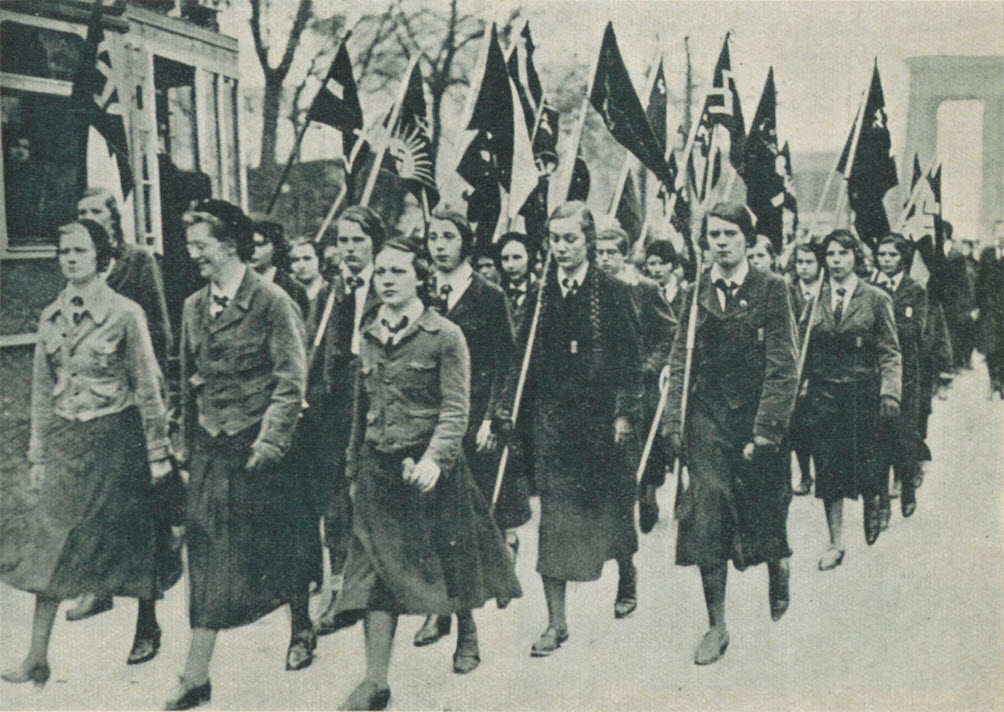
Un défilé de la BDM en 1934.

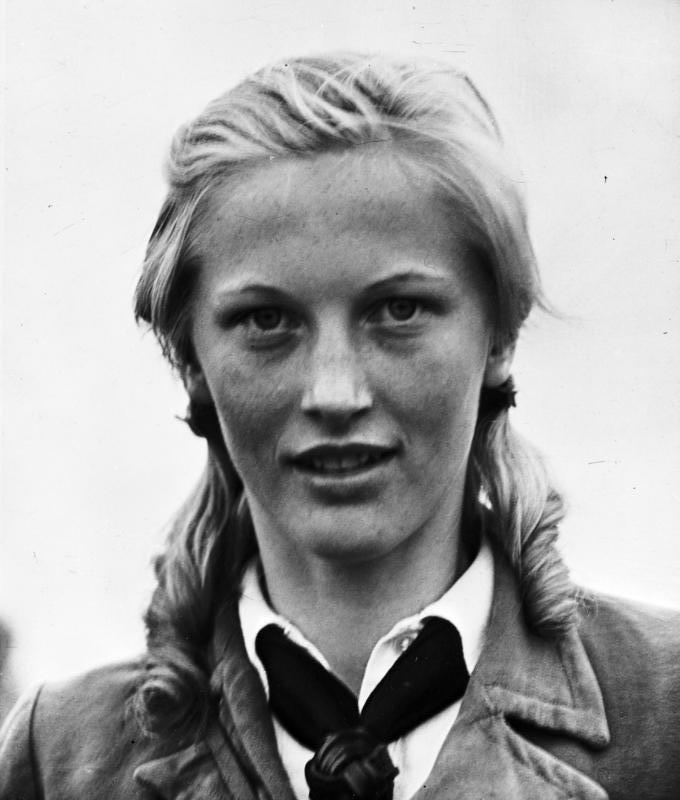
Ilse Hirsch, une jeune fille de la BDM en 1933.

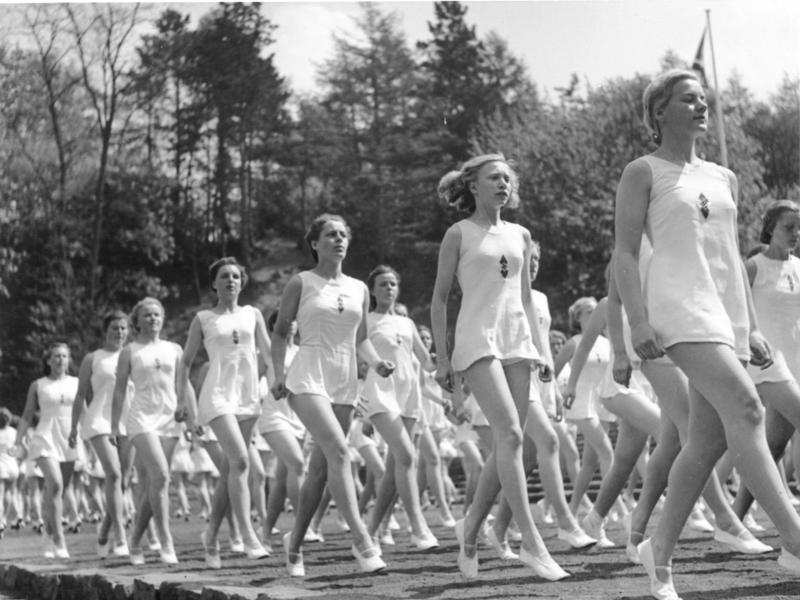
Des jeunes filles de la BDM faisant de la gymnastique en 1941.

La Bund Deutscher Mädel ou BDM en français : « la Ligue des jeunes filles allemandes » est le mouvement allemand pour les jeunes filles de 10 à 18 ans à l'époque du Troisième Reich, le seul autorisé après l'arrivée au pouvoir des nazis en 1933. Parmi ces jeunes filles, les plus jeunes — âgées de 10 à 14 ans — sont orientées vers le Jungmädelbund, organisation rattachée à la BDM.
La BDM est en fait la branche féminine des Jeunesses hitlériennes. Toutes les autres organisations y sont incorporées ou interdites par le régime ; par la loi du 1er décembre 1936, l'appartenance au mouvement devient obligatoire.
De 1937 jusqu'à sa dissolution en 1945, la BDM est dirigée par la psychologue Jutta Rüdiger.

## Histoire

### Les débuts sous la République de Weimar
Dès 1923, les premières « Mädchenschaften » (« Fraternités de jeunes filles »), également connues sous le nom de « Schwesternschaften der Hitler-Jugend » (« Fraternités de la jeunesse hitlérienne »), ont émergé au sein du Parti national-socialiste des travailleurs allemands (NSDAP). Puis ces groupes épars, qui ne comptaient alors que quelques membres, ont été fusionnés en juin 1930 pour former la Bund Deutscher Mädel. L'organisation, qui comptait 1 711 membres en 1931, a été incorporée aux Jeunesses hitlériennes la même année sous la direction de la dirigeante fédérale Elisabeth Greiff-Walden.
Les premiers groupes locaux du BDM, du « Nationalsozialistischen Schülerinnenbundes » (NSS, « Association des élèves des écoles nationales-socialistes ») et des groupes de jeunes filles de la Frauenschaft ont été fondés dans les années 1930-1931. Le groupe local de Berlin a été fondé en février 1930, un groupe BDM a été créé à Dantzig en juillet 1931. Le groupe local d'Aix-la-Chapelle du Baden NSS, créé en décembre 1930, a été initialement interdit.

### Augmentation sous la contrainte du nombre de membres à partir de 1933
Baldur von Schirach, nommé chef de la jeunesse du Reich le 17 juin 1933, a immédiatement édicté des règlements pour dissoudre et interdire les associations de jeunesse concurrentes qui existaient jusque-là. Grâce à l'intégration forcée de ces groupes de jeunes, la Hitlerjugend et le BDM ont connu une forte augmentation de leurs effectifs. Les groupes de jeunesse qui n'étaient pas encore intégrés (en raison du Concordat du Reich, cela ne concernait en pratique que le travail des associations de la jeunesse catholique) étaient souvent victimes de harcèlement dans le but d'être intégrés de force dans les associations de jeunesse nationales-socialistes. 
Avec la « Loi sur la jeunesse hitlérienne » du 1er décembre 1936, tous les jeunes du Reich allemand furent contraints de devenir membres de la HJ ou du BDM.

## Activités
L'encadrement de la BDM organisait des feux de camp, des camps d'été, des randonnées dans la nature et utilisait le folklore pour imposer les principes nazis concernant le statut des jeunes filles et des femmes dans la famille et la société.
La BDM Werk Glaube und Schönheit était une organisation parallèle chargée de permettre aux jeunes filles de 17 à 21 ans, qui le souhaitaient, de se préparer au NS-Frauenschaft, l'organisation féminine pour les adultes.

## Direction
| Date d'entrée en fonctions | Date de cessation de fonctions | Nom           |
| -------------------------- | ------------------------------ | ------------- |
| 1934                       | 1937                           | Trude Mohr    |
| 1937                       | 1945                           | Jutta Rüdiger |

## Exemples de fanions de la Bund Deutscher Mädel (BDM)

BDM-Untergau.
BDM-Gruppe.

### Filmographie
- Des femmes au service du Reich, film documentaire de Christiane Ratiney de 95 min, diffusé sur ARTE le 31 janvier 2023, présentation en ligne